# Carl Heinrich Spitt
Carl Heinrich Spitt (* 1732 in Greifswald; † 2. Oktober 1793 ebenda) war ein deutscher Bürgermeister.

## Leben
Carl Heinrich Spitt (der Jüngere) war der jüngste Sohn des Kaufmanns Heinrich Spitt, der 1714 das Greifswalder Bürgerrecht erhielt. Er studierte in Greifswald Jura und wurde 1753 promoviert.
1792 wurde er als Nachfolger von Balzer Peter Vahl Bürgermeister von Greifswald. Er war zweimal verheiratet, hatte jedoch keine eigenen Kinder.
Carl Heinrich Spitt war der Gründer der sogenannten Spittschen Stiftung.
Seine Schwester Catharina Emerentia war mit Bürgermeister Joachim Christoph Heyn verheiratet.